# Deltatheridiidae
De Deltatheridiidae zijn een familie van uitgestorven zoogdieren die tot de orde Deltatheroida van de Metatheria behoren. De soorten uit deze familie kwamen van het Vroeg-Krijt tot Laat-Paleoceen voor in Azië en Noord-Amerika. 

## Classificatie
De families Deltatheridiidae omvat de volgende geslachten:
- Hyotheridium
- Lotheridium
- Nanocuris
- Prodeltitheridium
- Oklatheridium
- Atokatheridium
- Deltatheridium
- Sulestes karakshi
- Tsagandelta
- Deltatheroides
- Gurbanodelta

## Ontwikkeling
De Deltatheridiidae worden beschouwd als de ecologische vervangers van de Eutriconodonta als belangrijkste roofzoogdieren in oostelijk Azië en Noord-Amerika. De oudste soorten zijn bekend uit het Vroeg-Krijt van Noord-Amerika met Atokatheridium en Oklatheridium uit het Aptien. De Deltatheridiidae overleefden op dit continent tot in het Maastrichtien, maar had een lage diversiteit met enkel Nanocuris. In Azië waren de Deltatheridiidae echter de algemeenste metatheriën in het Laat-Krijt met Deltatheridium uit het Campanien van Mongolië als bekendste vorm. Tijdens de massa-extinctie bij de overgang van het Krijt naar het Paleoceen stierven de Deltatheridiidae vrijwel volledig uit. Gurbanodelta uit Azië is de enige bekende overlever uit het Paleoceen.

## Kenmerken
De kleinste vormen zoals Gurbanodelta waren zo groot als de langstaartplatkopbuidelmuis, het kleinste buideldier. De grootste vormen zoals Lotheridium (geschatte kop-romplengte van twintig centimeter) en Nanocuris (geschat lichaamsgewicht van 523 gram) hadden het formaat van een dwergbuidelmarter. De Deltatheridiidae waren carnivoren die vermoedelijk konden klimmen.